# 走馬燈 (アルバム)
走馬燈（そうまとう）は、2000年から2001年にかけてラジオ番組『伊集院光 深夜の馬鹿力』内の企画で自主製作・販売されたインディーズCD。数バージョンリリースされ、生産時期によりパッケージ等の仕様は異なる。

## 概要
当時、モーニング娘。などつんくプロデュースのグループが大ヒットしていたのを真似、伊集院光がプロデューサーとなり「儲けるため」と称して創設、番組内でコーナー化。しかし実際はメジャーヒットする要因を露骨に取り入れているような口ぶりで全く取り入れない、アイドルグループネタの冗談企画であった。
同番組のリスナーから募集し編成したグループ『水死隊』にオリジナル曲「so-ma-to」を歌わせ、さらに本放送中に彼らを強制労働的に使ってCD-Rによる手焼きシングルCDを作成させ、協力店（主にリスナー有志の勤務先店舗、伊集院はHMVにかけてHMV(ヒカル・ミュージック・ヴォロ儲け)でのゲリラ販売を試みたものである。ちなみにジャケット用顔写真は自動証明写真機、歌詞カードは直筆であった。
最初の「so-ma-to」のみが収録された水死隊版は、CDの販売に全く向かない場所を中心に（惣菜屋、床屋、駄菓子屋、中古CDショップ、エロ本自販機、野菜の無人販売所、長野のフリーマーケットなど)10ヶ所に置かれ、しかも場所をリスナーに公表しなかった。そのため初版は70枚製作した内、9枚（うち1枚盗難、1枚料金不足）しか売れなかった。その後前述のHMB各店舗や、番組スタッフが珍奇な格好（販売時期にかかわらず広島東洋カープの赤帽子を着用。そのほかにも背中に羽をつけられたりと珍妙な格好をさせられた。）で荒川土手に出張(これがHMV本店と呼ばれた)しての直販でやっと完売となる。
その利益をもとに、当時はまだ高価だったCD-Rドライブ付きのPCを持参した有志たちの協力により、さらに焼死隊版として二度生産された。プリンタのインク代節約のためレーベルは黒一色となり、手書きの歌詞カードも省略された。これは第二次生産分694枚を完売し、更にその売り上げで第三次生産分2500枚を増産、しかし1000枚ほど在庫が発生し、これを（この直前に交代したばかりの）元ディレクター松島に押し付け、自宅のFAXに直接注文する通販により何とか完売した。
グループ名は水死隊、焼死隊という名を経て変死隊と改名。最後は演奏時間20分を越えるso-ma-toのロング・バージョンやUP'S音頭などを収録した（CD-Rではなくプレスした音楽CDの）ファーストアルバムを製作し、歌には参加しないジャケット撮影専用の「顔メンバー」が新たに一人加わった。これを業者に委託し大量生産に入り、全国のレコード店や書店などでの委託販売や代引き通販、スタッフ自らの山手線周辺限定宅配サービスまで開始。トラッキング作業中にハードディスクからデータがとぶなどのトラブルもあり、結局2001年5月まで発売が遅れたものの、3週間程で11000枚を見事に完売した。最終的に総計700万円以上の売り上げ、税金を引いても400万円近い純利益が発生したが、局に正しく申請せず行った企画でもあり、税金にからんでTBSに怒られたりもした。なお、この利益は全て新しい番組ノベルティ『深夜の馬鹿ード』の制作に費やされ、歌ったメンバーには交通費（しかも途中から）しか支給されていない。また初期のパソコン持参でCD-R焼きに協力した有志への報酬は、松屋のカレギュウであった。
また、変死隊は番組内のコーナー内にアイドル風の箱番組「水死隊のホップステップ東尋坊」「焼死隊の燃えろ花火工場」「焼死隊の火事場の馬鹿力」(ユニット名とともに番組名が変化)をもち、メンバー自己紹介やヒッチハイク(猿岩石のパロディ、実際には日暮里駅-西日暮里駅間のみ)などの企画が放送されたが、交通費がかかることもあり三次生産分の完売と時を同じくして自然消滅。その後はアルバム完売までメンバーの近況が伝えられるのみとなっていた。

## 収録曲
ファーストアルバム『走馬燈』変死隊 （CD番号:326-19-0930-4126）全9トラック（収録曲の多い、業者に委託生産された音楽CD）
1. so-ma-to（ロングロングバージョン）
作詞：民衆[4]、作曲：神[5]、歌：変死隊
2. so-ma-to（おもしろfaceMIX）
作詞：民衆、作曲：神、歌：変死隊
3. so-ma-to（オリジナルカラオケ）
作曲：神
4. やさぐれサンタのテーマ
作詞・作曲：ジョージ冬山、歌：やさぐれサンタとクール2
5. 人糞力人糞製作所
作詞：伊集院光、叫び：もらす詩人の会
6. 音の世界1「アフロVS平和の象徴」
出演：渡辺[6]・鳩、ロケ地：浅草
7. 音の世界2「さよなら流行」[7]
投手：渡辺、打者：伊集院光、ロケ地：TBS球場
8. UP'S音頭
作詞：UP'S音頭保存会、作曲：柳沢[8]、歌：尾鷲義人[9]
9. so-ma-to
作詞：民衆、作曲：神、歌：変死隊

## 備考
「LINDA!〜今夜はあなたをねらい撃ち〜」2012年10月8日放送分（テーマは「芸能人にプロデュースされた人と話した～い!」）に当時変死隊メンバーの1人だった女性が電話出演しパーソナリティーの柴田とトークをした。その女性は当時のメンバーではSEGA社員の人とは現在でも交友があるとのこと。